# Muscolo flessore lungo delle dita
Nell'anatomia umana il muscolo flessore lungo delle dita è un muscolo della gamba posteriore. La sua funzione è quella di flettere il secondo, il terzo, il quarto e il quinto dito del piede, ma è anche flessore plantare del piede oltre che poter attuare inversione.

## Anatomia
Si ritrova sotto il muscolo soleo, al fianco del muscolo flessore lungo dell'alluce e del muscolo tibiale posteriore.